# Тарат
Тарат (якут. Тарат, эвенк. Тарат, долг. Тарат) — село в Мегино-Кангаласском улусе Якутии России.  Административный центр и единственный населённый пункт Арангасского наслега. Население — 354 чел. (2021), большинство — якуты .

## География
Расположено в аласе Хотун Тюнгюлю, в 3 км от села Тюнгюлю. Фактически уже слился с Тюнгюлю. Вокруг села Тарат — система озёр Тюнгюлю (озеро).
Многочисленные озёра. Лесной массив.
Зимой — 44, летом + 31. Дождливый сезон — август.

## История
Согласно Закону Республики Саха (Якутия) от 30 ноября 2004 года N 173-З N 353-III село возглавило образованное муниципальное образование Арангасский наслег.

## Население
| 2002 | 2010 | 2012 | 2013 | 2014 | 2015 | 2016 |
| ---- | ---- | ---- | ---- | ---- | ---- | ---- |
| 381  | ↘353 | ↘343 | ↗348 | →348 | ↘341 | ↗342 |
| 2017 | 2018 | 2019 | 2020 | 2021 |      |      |
| ↘339 | ↘334 | ↘333 | ↗337 | ↗354 |      |      |

Национальный состав
Согласно результатам переписи 2002 года, в национальной структуре населения якуты составляли 100 % от общей численности населения в 381 чел..

## Знаменитости
Роман Иванович Цыпандин — мастер спорта СССР по вольной борьбе, серебряный призёр чемпионата СССР.

## Инфраструктура
Крупный сельскохозяйственный регион улуса.